# Mother (videojuego)
Mother (マザー Mazā?), conocido como EarthBound Beginnings en Occidente, es la primera entrega de la trilogía de videojuegos MOTHER, creada por el escritor profesional japonés Shigesato Itoi. Fue lanzado para la consola Famicom el 27 de julio de 1989 y varios años después fue relanzado junto con su secuela para la consola GameBoy Advance, bajo el nombre de MOTHER 1+2. Cuenta la historia de Ninten, un chico de 12 años con habilidades psíquicas (que en juegos posteriores permanecen como parte fundamental de la historia, el famoso PSI o PK) en una aventura para salvar al mundo de una raza de extraterrestres capaces de controlar las mentes de las personas. Este fue el único MOTHER en contar con ciudades en las que, al pasar de una a otra, no se pasa a otro cuadro de pantalla. En Japón es un juego muy valorado por coleccionistas donde tiene un valor aproximado de ¥6500.
El juego finalmente fue lanzado en América y Europa bajo el nombre de Earthbound Beginnings para la consola Wii U.

## Concepto del juego
MOTHER fue muy popular en Japón, siguió un modo de juego muy al estilo del Dragon Quest y del Final Fantasy de aquel entonces, acompañado de una localización bastante inusual para la época: se trataba de un juego que hablaba de tiempos presentes, donde se usaban bates y yo-yos como armas, en una ciudad de los Estados Unidos conocida como Podunk (Día de las Madres en la versión japonesa). Era algo completamente diferente a lo que el público estaba acostumbrado en esos tiempos. El juego muchas veces hacía referencias a sí mismo y se burlaba de él y de otros juegos parecidos (como los mencionados). También parodiaba a las civilizaciones occidentales y al héroe popular estadounidense; y, para darle mayor profundidad, se produjo una banda sonora americanizada, cantada en inglés y con música escrita por Keiichi Suzuki y Hirokazu “Hip” Tanaka (quienes vuelven para la segunda entrega), con la participación de Catherine Warwick, Jeb Million, Louis Phillipe, Jeremy Budd y el St. Paul’s Cathedinal Choir (un coro de iglesia) como cantantes.

## Sobre la trama
A pesar de su inocente apariencia, MOTHER incluye una trama de ciencia ficción oscura, que cuenta con elementos de terror en distintos puntos del juego (sobre todo al final) y, en ocasiones, los acontecimientos suelen tornarse crueles. Ésta es la razón de su conocido lema: no llorar sino hasta el final. Sin embargo, esto rara vez se toma en serio, hecho que crea un contraste especialmente agradable para los jugadores.

## Personajes
- Ninten

Ninten, un chico de 12 años que vive en el pueblo de Podunk (Día de la Madre, en japonés), es el protagonista del videojuego. Posee habilidades psíquicas que ocultan un misterioso pasado. Al principio del juego, tiene que pelear contra un poltergeist que está controlando objetos en su casa como una lámpara y una muñeca, tras lo cual se embarca en una aventura para investigar los extraños sucesos que ocurren en todo el mundo y que están siendo causados por Giygas (conocido como Giegue en el juego), un extraterrestre que originó sus poderes psíquicos (PSI). Ninten es un personaje similar a Ness (EarthBound) y Lucas (Mother 3), siendo el trío de protagonistas de la saga MOTHER.
Dato curioso: Ninten tiene asma.
- Ana

Ana es un personaje principal del videojuego, y está enamorada del protagonista. Es considerada como la típica heroína con poca fuerza física, que ataca usando sarténes y poderosos ataques PSI. Antes de unirse a Ninten en su aventura, vivía con su padre en el poblado nevado de Snowman, donde era famosa por sus poderes psíquicos. Utiliza un sombrero que es necesario encontrar para que pueda unirse al grupo de Ninten. En comparación, Ana es un personaje similar a Paula (EarthBound) y Kumatora (Mother 3).
- Lloyd

Vive en el pueblo de Thanksgiving (Merrysville en la versión occidental), es considerado el más débil del grupo (al igual que en su escuela) y usualmente utiliza pistolas para atacar y compensar su falta de fuerza física. Su poder ofensivo aumenta durante el transcurso del juego pasando a ser el segundo personaje más débil. Es incapaz de utilizar poderes PSI aunque sus ataques con objetos ayudan a balancear al personaje. Además es el único personaje que puede atacar con objetos poderosos como los cohetes botella y bombas. Es considerado un cerebrito y molestado constantemente por sus compañeros de clase, por lo que se esconde en un cubo de basura. Finalmente se une al grupo de Ninten después de que éste le enseña algunos cohetes botella. Es muy inteligente y es hábil para construir inventos. En esta comparación, Lloyd sería un personaje similar a Jeff (EarthBound) y Duster y Boney (Mother 3),  ya que ninguno posee PSI.
- Teddy

Teddy (テディ Tedi) es el cuarto personaje en unirse con Ninten. Utiliza la fuerza física como su principal arma, junto con un surtido de diferentes espadas y cuchillos. Cuenta que sus padres fueron asesinados por las bestias de montaña, lo que obligó a convertirse en auto-dependiente. Más tarde, se convirtió en el líder de la pandilla de los "Bla Bla Gang", en  la ciudad de Valentine (Ellay en la versión occidental), aunque una vez que ve el poder de Ninten, decide unirse al grupo para vengar a sus padres, en sustitución de Lloyd. Más tarde al estar gravemente herido, abandona el equipo y  su lugar es ocupado por Lloyd de nuevo. Teddy es un personaje similar a Flint (papá de Lucas en Mother 3) y  Frank (Earthbound). 
- Giegue

Giegue (Traducción al inglés) un extraterrestre de la raza que descubrió los poderes psíquicos (PSI), es el antagonista principal del juego. Fue adoptado por María y George, los bisabuelos de Ninten. Cuando George decidió escapar llevándose los secretos de la raza (PSI y otros) esta sabía que los poderes psíquicos se esparcerían por la Tierra y por eso tendrían que llevar a cabo una invasión a gran escala sobre el planeta. Cuando creció el alienígena se convirtió en unos de los más poderosos de su raza (afirma tener rango militar en su raza). Después de 80 años la invasión se lleva a cabo discretamente (los muertos reviven, objetos inanimados toman vida, personas fuera de control) sin mostrar su existencia, mientras los protagonistas avanzan, decide usar a su ejército (Starmen, Robots de Ataque y otros) para encargarse de ellos. Al final del juego aparece enojado y triste (por desterrar a Maria años atrás por la huida de George) atacando a los protagonistas con ataques inexplicables, finalmente es derrotado debido a que Ninten, Ana y Loyd cantan la canción que cantaba María cuando estaba en la cuna, Giygas pierde la concentración y acepta su derrota sin antes prometer su regreso.

## Ciudades

### Mother's Day
Mother's Day (マザーズデイ, Mother's Day / Día de las Madres en América del Norte; Podunk en la versión occidental titulada Earthbound) es una ciudad de ficción del videojuego. Allí viven varios personajes del juego y es en donde el protagonista del juego, Ninten, comienza su aventura. Tiene una población de 31 individuos, una temperatura promedio de 15 °C, y sus principales fuentes de riqueza son la agricultura y el turismo. Al norte de la ciudad se encuentra la casa del protagonista; al noreste del pueblo está la Villa Canary, un lugar que el que habitan varios canarios custodiados por un anciano; y al sur se halla el cementerio del pueblo. Más al norte esta un zoológico que Ninten debe explorar para encontrar una melodía.

### Thanksgiving
Thanksgiving ( サンクスギビン Thanksgiving; Merrysville en la versión occidental) es la segunda ciudad del juego, con una escuela primaria y una estación de tren, y es también la ciudad natal de Lloyd. Tiene una población de 57 individuos, con una temperatura promedio de 18 °C, y sus principales industrias son la fabricación industrial y el comercio.

### Reindeer
Reindeer (レインディア Reindeer) es la tercera ciudad del juego, A diferencia de los otros pueblos de Mother, es casi totalmente opcional su visita, ya que lo único reseñable en ella es su estación de tren, donde se encuentra el sombrero de Ana. Al norte de la ciudad está el Triángulo mislay, una zona montañosa más conocida por ser donde vive un anciano infame que supuestamente nunca ha estado enfermo en su vida. Tiene una población de 41 individuos, una temperatura promedio de 17 °C, y sus principales fuentes de ingresos son el comercio y la agricultura

### Snowman
Snowman (スノーマン Snowman) es la cuarta ciudad del juego, conocida por ser la ciudad natal de Ana, y por su clima frío. Snowman tiene una población de 15 individuos, con una temperatura media de 5 °C, y sus principales industrias son la silvicultura y la agricultura.

### Easter
Easter (イースタ Easter, Youngtown en la versión occidental) es la penúltima ciudad del juego, La mayoría de los adultos que viven en la ciudad han desaparecido cuando Ninten y sus amigos llegan por primera vez allí, dejando a los niños del pueblo preocupados y frustrados. Un bebé de los Garyckson enseña a Ninten y Ana la habilidad psíquica de teletransporte. Tiene una población de 20 individuos, una temperatura promedio de 12 °C, y su principal industria proviene del sector forestal.
Cabe destacar que fue reutilizado una versión de la música de la ciudad en la versión occidental EarthBound como un tema asociado con el personaje de Paula.

### Valentine
Valentine (バレンタイン Valentine?) es la ciudad natal de Teddy, exlíder de la banda Bla Bla. La ciudad es descrita por un personaje del juego como un mal lugar para vivir. El nombre del lugar, Ellay, en la versión occidental, se parece en su pronunciación a "L.A.", la abreviatura de Los Ángeles. Comparte con esta ciudad su problema con las pandillas.

## Comienzo
El juego comienza en la ciudad de Mother's Day, donde una noche, un poltergeist aparece en la casa de Ninten y toma el control de varios artículos del hogar. El caos aumenta cuando éste pelea con una muñeca poseída. 
En el camino, se encuentra la madre de una niña llamada Pippi, que al parecer está perdida (la mencionada Pippi está inspirada en Pippi Calzaslargas). En la versión occidental Earthbound Ninten llega a la ciudad, donde se reúne con el alcalde de la ciudad, quien se está preparando para volver a presentarse a las elecciones. Al presentarse como héroe de la ciudad, obtiene el voto a su favor. Debido a ello, Ninten se enrola como ayudante a la policía para buscar a Pippi. 

## Historia
A principios de los años 1900s, una pareja casada de jóvenes desapareció de un pueblo rural en algún lugar de América. Misteriosamente, dos años después vuelve el marido, George, quien no habla con nadie sobre lo que vivió durante ese tiempo y comenzó a hacer investigaciones por su propia cuenta. María, su esposa, nunca regresó.
Los poderes psíquicos de Ninten, según la investigación de George, fueron alguna vez usados por una raza de extraterrestres, los mismos que una vez abdujeron a George y a María: bisabuelos de Ninten. Mientras transcurre la historia, Ninten descubre pasajes del diario de George que explican mejor la fuente de todos sus poderes; y los verdaderos orígenes y planes de la presente invasión alienígena.
Resulta ser que, durante esos dos años que María y George desaparecieron, María se encariñó de un pequeño espécimen de nombre Giegue, a quien cuidó y llegó a amar como hijo propio. Por esa razón, fueron tratados con mucho respeto durante su estancia fuera de casa. Sin embargo, llega un momento en el que George decide escapar sin avisar a nadie, robándose además los secretos del PSI. La razón por la cual la Tierra está siendo invadida es la siguiente: Giegue está molesto con George y su raza por haber robado algo muy importante de su planeta, y ahora piensa destruir todo con tal de vengarse.
Aquí es donde entra Ninten, capaz de usar PSI; y sus amigos: Ana, Lloyd y Teddy. Ana desarrolla PSI por su propia cuenta. Lloyd es el genio del grupo, a quien molestan siempre en su escuela por ser tan cerebrito. Teddy es un adulto joven quien es líder de una pandilla conocida como los BB Gang; quien decide ayudar para vengar la muerte de sus padres a manos de los alienígenas.
El objetivo es escuchar ocho melodías, cantadas por diferentes animales, objetos y personas. Cuando las ocho melodías se tocan juntas, una tras otra, son capaces de vencer las fuerzas del mal presente.
Durante la aventura, el jugador se encuentra a diferentes personas bastante inusuales, y viaja por muchos lugares. Eventualmente, Ninten llega a un lugar conocido como Magicant (que hace su aparición en la secuela, pero bastante diferente). Magicant es un reino de magia, y en él vive la Reina Mary, quien tras hablar sobre la situación revela que es en realidad María. Ella es quien pide al jugador que encuentre su melodía, esparcida en 8 notas y que al juntarse reconstruyen la vieja canción de cuna de Giegue (que simboliza el amor de María).
Justo al final, la nave madre aterriza y por fin Ninten se encuentra con Giegue. Tras cantar la canción de María, Giegue se queda indefenso e inmóvil y decide retirarse, jurando vengarse.

## Historia en América
En Occidente se le conocía como Earthbound Zero, en honor al hack de NeoDemiforce (Demi, quien participó en la traducción de MOTHER 3 al inglés). La traducción y la adaptación al inglés (incluidos los modismos, censuras y demás) estaba terminada y el juego estaba listo para salir al mercado estadounidense en 1990. Sin embargo, Nintendo of America decidió no lanzar el juego por temor a que no se vendiera, puesto que la vida de la NES se agotaba y venía ya el SNES.
Con el tiempo, una versión beta de la traducción sobresalió por el mercado electrónico en 1998 y Demiforce junto con la ayuda de donaciones, consiguió la renta del cartucho para dompear (dump) el contenido de la ROM y posteriormente jaquear las medidas de protección del cartucho que anulaban su uso en emuladores (y en algunos sistemas físicos); y otra modificación al ROM fue la adición del subtítulo “Zero” que acompaña a la pantalla de título.
Posteriormente, el juego fue lanzado oficialmente en Occidente para la Consola Virtual de la Wii U el 14 de junio de 2015, ostentando el récord del videojuego japonés con más tiempo en ser traducido y lanzado para Occidente.